# 大学城 (柔佛)
大学城（即“士姑来大学城”）是马来西亚柔佛州新山县依斯干达公主城士姑来的一个住宅区，由新山发展商康地威（Country View Sdn Bhd）建设，现有人口约55,100人，占地1,082.76英畝（4,381,800平方）。广义上的大学城则包括周围的龙寰镇、碧华园、士姑来丽雅园、德沙士姑来花园，属于依斯干达城州议席。
大学城坐落于士姑来与埔来之间，于1984年开始动工，1986年开始售卖首批房屋。马来西亚工艺大学（UTM）建立后，这里便被命名为“大学城”，而工大距离大学城只有约5分钟的车程，居民主要由公务员及大学生组成。

## 区域和道路命名
大学城被分为10个Zon（区）：Pertanian（农业）、Penyiaran（广播）、Perubatan（医药）、Perdagangan（贸易）、Kebangsaan（国民）、Kejayaan（成功）、Kebudayaan（文化）、Kemajuan（进步）、Kemuliaan（荣誉）以及Pendidikan（教育）。路名是由Jalan（路）+区域名组成的。如：Jalan Kebangsaan 23。P开头的小区在教育路的西边，而K开头的小区则在教育路的东边。教育路和文化路是大学城的主要道路。
大学城的核心是在国民区，也就是永旺大学城购物中心和大多数商店的所在地。

## 商区
大学城早期的店屋以两层楼为主，后期则以三层楼为主。2002年7月31日，大学城佳世客（JUSCO，现称永旺商场，AEON Mall）正式开张。这是马来西亚的第九间永旺商场，同时也是柔佛州首间永旺商场。

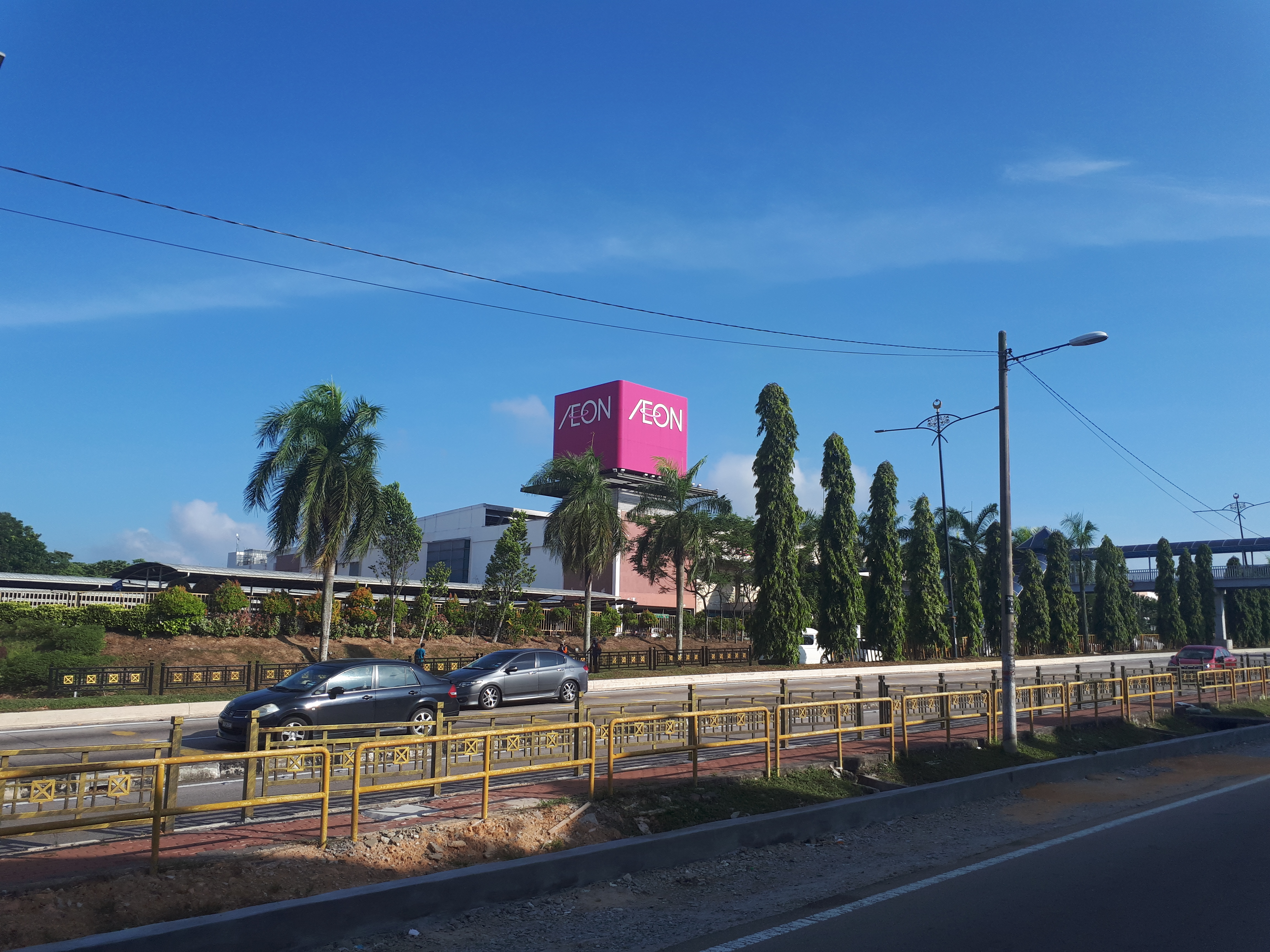
白天的永旺商场
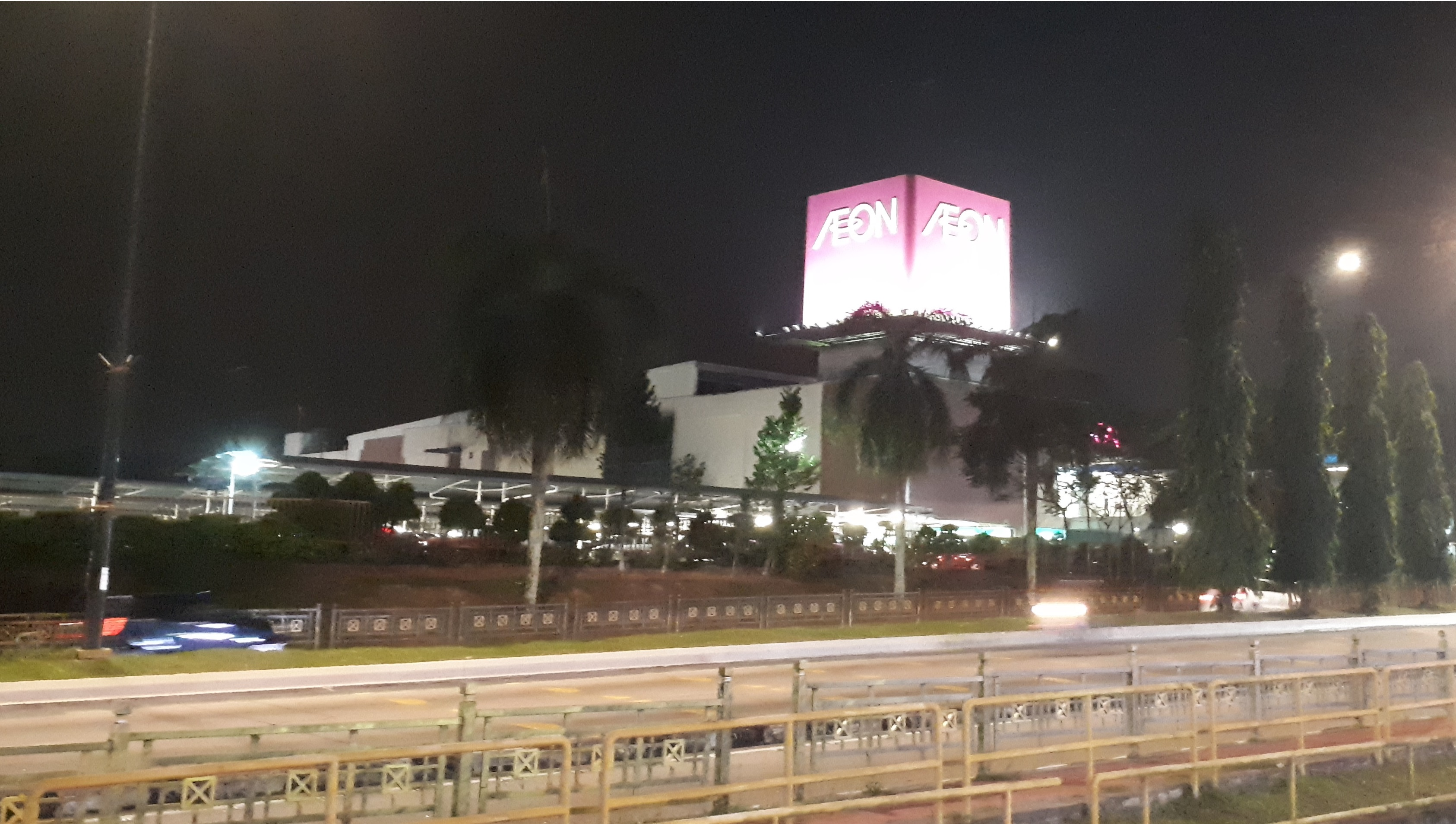
夜晚的永旺商场

## 教育
大学城区内目前没有华文小学，最临近的华文小学位于丽宁镇新开放的道文小学和士姑来10英里的辅士小学。在道文小学尚未由居銮搬迁至丽宁镇之前，所有报读华文小学的大学城居民都会被安排至振林山五间店的平民小学或士姑來的輔士小學就读。
图书馆：
- 儿童图书馆（Perpustakaan Kanak-Kanak）

宗教学校：
- 大学城宗教学校，位于Jalan Perubatan/Penyiaran
- 大学城宗教学校二校，位于Jalan Kemajuan的清真寺旁

小学：
- 大学城国民小学一校
- 大学城国民小学二校
- 大学城国民小学三校
- 大学城国民小学四校

中学：
- 大学城国民中学一校
- 大学城国民中学二校

大学：
- 马来西亚工艺大学

## 交通

### 巴士
该地区设有大学城巴士总站，于2015年4月启用，用以取代旧有的公主花园巴士总站。
Causeway Link
- T31 （森德埔来 ⇄ 大学城 ⇄ 新山中央车站）

和谐巴士
- P201 （大学城 ↺ 华阳城）
- P202 （大学城 ↺ 皇后花园）
- P211 （大学城 ⇄ 拉庆中央车站）
- P214 （大学城 ⇄ 金山园）

## 政治
根据2022年柔佛州选举以及2022年马来西亚大选的结果，大学城所属的依斯干达公主城国会议席由来自希盟行动党的刘镇东出任国会议员；同时，大学城所属的依斯干达城州议席则由来自国阵巫统的班达·阿末出任州议员。

## 宗教
大学城是个由多元民族组成的社区，并建有不同宗教的宗教场所，包括但不限于：
- 大学城佛学会
- 大学城关帝庙
- 大学城二郎神庙
- 大学城仙佛宫
- 大学城基督教会 (Noah's Ark Christian Centre)
- 士古來天主教中心 (Skudai Catholic Center)
- Tan Sri Ainuddin Wahid清真寺
- Sri Maha Mariamman兴都庙